# 国鉄50系電車
50系電車は、1934年（昭和9年）から1943年（昭和18年）にかけて日本国有鉄道の前身である鉄道省が木造電車の鋼体化改造により製造した、車体長17m級3扉ロングシートの旧形電車を便宜的に総称したものである。
具体的には、三等制御電動車のモハ50形（50001 - 50132）、三等制御車のクハ65形（65001 - 65221）、三等付随車のサハ75形（75001 - 75021）の3形式374両を指すが、趣旨がやや異なるが同じ鋼体化改造車であるモニ53形（モニ13形）の一部も本項で取扱う。

## 登場
1923年（大正12年）以降製造された木造電車（デハ63100系）は、若齢にもかかわらず、車体の弛緩が激しくなっていた。これは、それ以前の木造車よりも車体幅が広くて重量が大きく、構造上もデッキ（出入り台）を有さない構造であるため脆弱であったうえ、高速・高加減速を行なうようになり、車体に大きな負担がかかるようになったためであった。そこで、妻面を鉄骨で補強する計画が立てられたが、1932年（昭和7年）から1933年（昭和8年）にかけて実態調査が行なわれた結果、車体の弛緩は天井、出入口、窓柱など各部にわたっていることが判明し、1934年（昭和9年）に至って補強による木造車体の維持は断念し、台枠や電装品などを利用して鋼製車体を新製し、これに載せ換えることとした。
このような決断に至った背景について、『日本国有鉄道百年史』は次のように記している。
1. 電機部品が総価格の50％を占めている。
2. 台枠・台車・その他の部品をできるだけ再利用すれば、比較的わずかな経費で鋼体化できる。
3. 欧米の実情調査から、直営工場（大井工場）の技術レベルが向上したこと。

## 構造

### 車体
種車となったのは、モハ10形、クハ15形、クハ17形、サロ18形、サハ25形、サハ26形などで台枠の長さが16mのものである。木造車の車体を台枠から外し、台枠以下の電気品や台車、座席の座布団、電灯、戸閉め装置などを旧車体から流用して、半鋼製の車体を新製したものである。木造車の台枠は鋼製車に比べて幅が狭いため、初期の車は両側の側枠に側板を支える張り出し部材を継ぎ足して拡幅し、後期の車は資材節約のため、台枠内側寄りに部材を継ぎ足すことで側枠部材本体を外側に拡幅した。車体は、当時の標準型であったモハ33形（40系の17m形）を基本とし、幅800mmの窓を車端部に2個、扉間に4個配するものであったが、種車の台枠の長さが16mしかなかったことから、モハ33形よりも車体長が200mm短く、その関係で最も車端寄りの窓1個は幅が700mmとされていた。
1934年から1943年（昭和18年）という長期にわたって実施された工事であることから、鋼板屋根や張上げ形の雨樋、通風器の配列、埋め込み式の前照灯など、並行して製作された新製車と同様な仕様の変遷があるが、前面に丸みを持たせたいわゆる「半流線型」や窓の上下の補強帯を廃したノーシル・ノーヘッダーの平滑な車体は採用されなかった（75021は例外）。
また、旧車体から流用した部品の関係で、車内灯や客用扉、貫通扉の形態、戸袋の方向など、車両ごとの個体差が大きかったのも本系列の特徴である。
木造車向け台枠に装備されていた補強用の床下トラスバーは、鋼製化当初はそのまま装備されており、この系列を大きく特徴づける外見であったが、後年の更新進展に伴い撤去されている。

### 主要機器
原則的に種車の機器を再整備の上で流用したが、一部は新製した。

#### 台車
台車はいずれも球山形鋼を側梁に使用する軸距2,450mmの釣り合い梁式台車で、電動車は車輪径910mmのTR14(DT10)を、制御車は車輪径860mmのTR11を、それぞれ装着する。

#### 主電動機
種車の機器を流用したため、MT7A（日立製作所RM-257）・MT9A（芝浦製作所SE-114）・MT10A（東洋電機製造TDK-502）・MT12A（メトロポリタン＝ヴィッカースA-1506）・MT13A（三菱電機MB-94A）・MT14A（奥村製作所MD-27）、と国産品と輸入品が混在する多種多様な100kW級電動機が搭載された。
ただし、これらは戦時中の酷使による疲弊などもあって後に整理の対象となり、最終的にはこれらの中で最多を数えたMT7Aが一部に残った以外は、全て同級後継機種であるMT15B・MT15Cに交換されている。

#### 制御器
制御器は電動車全車ともCS5電磁空気カム軸接触器式総括制御器が搭載されている。主幹制御器は鉄道省標準のMC1Aである。

#### ブレーキ
鉄道省標準のA動作弁に電磁給排弁を組み合わせたAE電磁自動空気ブレーキと手ブレーキを搭載する。車体床下にブレーキシリンダーを1基搭載し、前後に伸びたブレーキロッドで2台の台車の基礎ブレーキ装置を駆動する、車体シリンダー式を採用している。
台車の基礎ブレーキ装置は、いずれも車輪の前後からブレーキシューを踏面へ当てて締め付ける両抱き式となっている。

## 基本形式
本来の木造電車の鋼体化として製作されたのは、モハ50形、クハ65形、サハ75形の3形式である。1938年（昭和13年）には、木造二等車の鋼体化としてサロ76形が計画されたが、同年の京浜線二等車連結廃止によって計画のみに終わった。
太平洋戦争前に製作されたモニ53形については、火災によって焼損した大阪地区の木造モニ13形を鋼製車体で復旧したもので、東京地区の鋼体化とは趣旨が異なる。戦後に、老朽木造荷物車の更新として実施されたものが、本来の鋼体化といえるものである。

### モハ50形
モハ50形は、本系列の基幹となる制御電動車で、1941年（昭和16年）までの8年間に132両が大井工場で製造された。種車は、すべて元デハ63100形のモハ10形である。側面窓配置はd1D4D4D2。
年度ごとの製作の状況は、次のとおりである。
- 1934年度 - 50001 - 50005（5両）
- 1935年度 - 50006 - 50010（5両）
- 1936年度 - 50011 - 50025（15両）
- 1937年度 - 50026 - 50055（30両）
- 1938年度 - 50057, 50060, 50065, 50068, 50069, 50073, 50076（7両）
- 1939年度 - 50056, 50058, 50059, 50061 - 50064, 50066, 50067, 50070 - 50072, 50074, 50075, 50077 - 50088, 50096（27両）
- 1940年度 - 50089 - 50094, 50097 - 50100, 50102, 50105, 50106, 50112, 50115（15両）
- 1941年度 - 50095, 50101, 50103, 50104, 50107 - 50111, 50113, 50114, 50116 - 50132（28両）

上記のうち、1934年度・1935年度製の全車と1941年度製の50116 - 50132の27両は、番号にかかわらず、運転台はすべて奇数（上り）向きで、その他は奇数偶数に応じた番号どおりの向きである。運転台は、1934年度・1935年度製の全車と1936年度製のうち50011 - 50018が半室（片隅）式、それ以外が全室式で、この変更にともなって運転台直後の窓配置が変わっている。屋根上の通風器は、1934年度 - 1936年度製の全車と1937年度製のうち50028, 50042, 50043, 50046, 50054の31両が半ガーランド形の2列配置、それ以外がガーランド形の3列配置である。屋根は、前記の通風器2列のもの全車と1940年度および1941年度製のうち50089, 50091, 50092, 50094, 50095, 50104, 50107, 50109 - 50111, 50113, 50114, 50116, 50117, 50119 - 50129, 50132の56両が布張り、それ以外が鋼板製である。鋼板屋根のもののうち、1939年度 - 1941年度製は張上げ形で雨樋が高い位置にあり、前照灯も埋め込み式である。
鋼体化前後の新旧番号対照は次のとおりである。
- 10125 → 50001
- 10126 → 50002
- 10129 → 50003
- 10132 → 50004
- 10139 → 50005
- 10033 → 50006
- 10085 → 50007
- 10089 → 50008
- 10119 → 50009
- 10095 → 50010
- 10050 → 50011
- 10134 → 50012
- 10106 → 50013
- 10079 → 50014
- 10093 → 50015
- 10096 → 50016
- 10127 → 50017
- 10185 → 50018
- 10047 → 50019
- 10069 → 50020
- 10179 → 50021
- 10186 → 50022
- 10183 → 50023
- 10097 → 50024
- 10135 → 50025
- 10138 → 50026
- 10137 → 50027
- 10140 → 50028
- 10143 → 50029
- 10146 → 50030
- 10157 → 50031
- 10180 → 50032
- 10181 → 50033

- 10182 → 50034
- 10031 → 50035
- 10032 → 50036
- 10041 → 50037
- 10042 → 50038
- 10043 → 50039
- 10064 → 50040
- 10076 → 50041
- 10070 → 50042
- 10057 → 50043
- 10080 → 50044
- 10081 → 50045
- 10084 → 50046
- 10103 → 50047
- 10090 → 50048
- 10107 → 50049
- 10100 → 50050
- 10109 → 50051
- 10034 → 50052
- 10128 → 50053
- 10130 → 50054
- 10098 → 50055
- 10040 → 50056
- 10051 → 50057
- 10052 → 50058
- 10165 → 50059
- 10062 → 50060
- 10071 → 50061
- 10162 → 50062
- 10091 → 50063
- 10092 → 50064
- 10112 → 50065
- 10094 → 50066

- 10154 → 50067
- 10152 → 50068
- 10161 → 50069
- 10170 → 50070
- 10141 → 50071
- 10136 → 50072
- 10142 → 50073
- 10036 → 50074
- 10045 → 50075
- 10108 → 50076
- 10133 → 50077
- 10164 → 50078
- 10158 → 50079
- 10072 → 50080
- 10078 → 50081
- 10159 → 50082
- 10046 → 50083
- 10074 → 50084
- 10077 → 50085
- 10067 → 50086
- 10065 → 50087
- 10035 → 50088
- 10073 → 50089
- 10044 → 50090
- 10163 → 50091
- 10086 → 50092
- 10061 → 50093
- 10048 → 50094
- 10063 → 50095
- 10056 → 50096
- 10049 → 50097
- 10068 → 50098
- 10053 → 50099

- 10082 → 50100
- 10055 → 50101
- 10088 → 50102
- 10059 → 50103
- 10054 → 50104
- 10037 → 50105
- 10058 → 50106
- 10083 → 50107
- 10066 → 50108
- 10101 → 50109
- 10178 → 50110
- 10105 → 50111
- 10038 → 50112
- 10123 → 50113
- 10104 → 50114
- 10131 → 50115
- 10150 → 50116
- 10111 → 50117
- 10039 → 50118
- 10075 → 50119
- 10087 → 50120
- 10113 → 50121
- 10115 → 50122
- 10116 → 50123
- 10117 → 50124
- 10118 → 50125
- 10120 → 50126
- 10121 → 50127
- 10122 → 50128
- 10124 → 50129
- 10145 → 50130
- 10175 → 50131
- 10177 → 50132

### クハ65形
クハ65形は、モハ50形と対になる制御車で、本系列中1943年までの10年間という最も長期にわたって製作された形式で、総数は221両である。種車は、広幅木造車のデハ63100系に属するクハ15形やクハ17形、サハ26形、サロ18形ばかりでなく、それ以前の系列である中幅木造車デハ33500系に属するサハ25形の一部に及んでいる。改造工場は、当初は大井工場のみであったが、1938年度製からは大宮工場が加わった。また、製作期間が戦中に及んでいるため、 座席半減車や63系電車の原型となる三段窓車、電装品の不足による付随車代用車などが出現しているのも、本形式の特徴である。
年度ごとの製作の状況は、次のとおりである。
- 1934年度（5両）
  - 大井工場 - 65001 - 65005（5両）
- 1935年度（10両）
  - 大井工場 - 65006 - 65015（10両）
- 1936年度（15両）
  - 大井工場 - 65016 - 65030（15両）
- 1937年度（30両）
  - 大井工場 - 65031 - 65044, 65046, 65048 - 65051, 65054, 65062, 65065, 65068（30両）
- 1938年度（5両）
  - 大宮工場 - 65059, 65061, 65063, 65064, 65067（5両）
- 1939年度（38両）
  - 大井工場 - 65045, 65047, 65052, 65053, 65055 - 65058, 65060, 65066, 65069 - 65075, 65077 - 65079, 65081, 65083, 65086, 65087, 65087, 65089, 65093 - 65098, 65100（32両）
  - 大宮工場 - 65080, 65082, 65084, 65085, 65091, 65092（6両）
- 1940年度（36両）
  - 大井工場 - 65099, 65101, 65103, 65110, 65112, 65115, 65116, 65119, 65125, 65126, 65131 - 65135, 65150（16両）
  - 大宮工場 - 65076, 65088, 65102, 65104 - 65109, 65111, 65113, 65114, 65117, 65118, 65120 - 65124, 65157（20両）
- 1941年度（43両）
  - 大井工場 - 65128 - 65130, 65136 - 65138, 65141 - 65149, 65151 - 65156, 65159, 65161, 65162, 65164, 65166, 65168 - 65173（32両）
  - 大宮工場 - 65127, 65139, 65140, 65158, 65160, 65163, 65165, 65167, 65174, 65177, 65184（11両）
- 1942年度（46両）
  - 大井工場 - 65178, 65179, 65181 - 65183, 65185 - 65190, 65193, 65195, 65196, 65200 - 65204, 65206, 65207, 65209 - 65211, 65213, 65214, 65216 - 65221（33両）
  - 大宮工場 - 65175, 65176, 65180, 65191, 65192, 65194, 65197 - 65199, 65205, 65208, 65212, 65215（13両）

上記のうち、1934年度の5両は、番号にかかわらず、運転台はすべて奇数（上り）向きで、その他は奇数偶数に応じた番号どおりの向きである。運転台は、1934年度・1935年度製の全車と1936年度製のうち65016 - 65027の27両が半室式、それ以外が全室式で、この変更にともなって運転台直後の窓配置が変わっている。屋根上の通風器は、1934年度 - 1936年度製の全車と1937年度製のうち65034, 65037, 65043, 65050の31両が半ガーランド形の2列配置で片側5個のものと6個のものがあり、6個形は65028 - 65030, 65034, 65037, 65043, 65050の7両。それ以外がガーランド形の3列配置である。屋根は、前記の通風器2列のもの全車と1940年度 - 1942年度製のうち65088, 65102, 65110 - 65112, 65114, 65115, 65117 - 65119, 65121, 65126 - 65128, 65130, 65133, 65136 - 65149, 65151, 65152, 65154, 65158 - 65221の128両が布張り、それ以外が鋼板製である。鋼板屋根のもののうち、1939年度 - 1941年度製は張上げ形で雨樋が高い位置にあり、前照灯も埋め込み式である。
鋼体化前後の新旧番号対照は次のとおりである。
- 17001 → 65001
- 17002 → 65002
- 17005 → 65003
- 17007 → 65004
- 17008 → 65005
- 17041 → 65006
- 17045 → 65007
- 17048 → 65008
- 17050 → 65009
- 17051 → 65010
- 17053 → 65011
- 25051 → 65012
- 25117 → 65013
- 25121 → 65014
- 25126 → 65015
- 17004 → 65016
- 17039 → 65017
- 17044 → 65018
- 15014 → 65019
- 15020 → 65020
- 25064 → 65021
- 17028 → 65022
- 25112 → 65023
- 25125 → 65024
- 26121 → 65025
- 17037 → 65026
- 15023 → 65027
- 17046 → 65028
- 17049 → 65029
- 25101 → 65030
- 17042 → 65031
- 17052 → 65032
- 17054 → 65033
- 17056 → 65034
- 17043 → 65035
- 17006 → 65036
- 17009 → 65037
- 17010 → 65038
- 17017 → 65039
- 17014 → 65040
- 17016 → 65041
- 17018 → 65042
- 17093 → 65043
- 17020 → 65044
- 17026 → 65045

- 17102 → 65046
- 17104 → 65047
- 17025 → 65048
- 17033 → 65049
- 17109 → 65050
- 17095 → 65051
- 17076 → 65052
- 17100 → 65053
- 17058 → 65054
- 17003 → 65055
- 17062 → 65056
- 17011 → 65057
- 17012 → 65058
- 17023 → 65059
- 17038 → 65060
- 17040 → 65061
- 17080 → 65062
- 17089 → 65063
- 17032 → 65064
- 17079 → 65065
- 17085 → 65066
- 17114 → 65067
- 17029 → 65068
- 17027 → 65069
- 17031 → 65070
- 17106 → 65071
- 25091 → 65072
- 25085 → 65073
- 25078 → 65074
- 25080 → 65075
- 17083 → 65076
- 25076 → 65077
- 25120 → 65078
- 25104 → 65079
- 18002 → 65080
- 18003 → 65081
- 18004 → 65082
- 18006 → 65083
- 18007 → 65084
- 18011 → 65085
- 18012 → 65086
- 18013 → 65087
- 17060 → 65088
- 18015 → 65089
- 18016 → 65090

- 18017 → 65091
- 18018 → 65092
- 18019 → 65093
- 18020 → 65094
- 18021 → 65095
- 18022 → 65096
- 18023 → 65097
- 18024 → 65098
- 17034 → 65099
- 17030 → 65100
- 25094 → 65101
- 17078 → 65102
- 18014 → 65103
- 17081 → 65104
- 17021 → 65105
- 17082 → 65106
- 17047 → 65107
- 17065 → 65108
- 17013 → 65109
- 15016 → 65110
- 17015 → 65111
- 15018 → 65112
- 17019 → 65113
- 15028 → 65114
- 15025 → 65115
- 15034 → 65116
- 15029 → 65117
- 15024 → 65118
- 15031 → 65119
- 15026 → 65120
- 15017 → 65121
- 15030 → 65122
- 15021 → 65123
- 15032 → 65124
- 15013 → 65125
- 25092 → 65126
- 15027 → 65127
- 25123 → 65128
- 25119 → 65129
- 25077 → 65130
- 25082 → 65131
- 25095 → 65132
- 25088 → 65133
- 25118 → 65134
- 25115 → 65135

- 25127 → 65136
- 25124 → 65137
- 25062 → 65138
- 25130 → 65139
- 25065 → 65140
- 25063 → 65141
- 25074 → 65142
- 25072 → 65143
- 25079 → 65144
- 25075 → 65145
- 25084 → 65146
- 25083 → 65147
- 25087 → 65148
- 25086 → 65149
- 25096 → 65150
- 25089 → 65151
- 18008 → 65152
- 18001 → 65153
- 18010 → 65154
- 18009 → 65155
- 25162 → 65156
- 17115 → 65157
- 17084 → 65158
- 25111 → 65159
- 17064 → 65160
- 25129 → 65161
- 25131 → 65162
- 25090 → 65163
- 25081 → 65164
- 25125 → 65165
- 25103 → 65166
- 25110 → 65167
- 25066 → 65168
- 25102 → 65169
- 25105 → 65170
- 25098 → 65171
- 25060 → 65172
- 25050 → 65173
- 25061 → 65174
- 25122 → 65175
- 25100 → 65176
- 25052 → 65177
- 25097 → 65178
- 25040 → 65179
- 25049 → 65180

- 25048 → 65181
- 25155 → 65182
- 25106 → 65183
- 25057 → 65184
- 25054 → 65185
- 25037 → 65186
- 25030 → 65187
- 25070 → 65188
- 25160 → 65189
- 25071 → 65190
- 25163 → 65191
- 17057 → 65192
- 17098 → 65193
- 17061 → 65194
- 17077 → 65195
- 17097 → 65196
- 17069 → 65197
- 17092 → 65198
- 17116 → 65199
- 17094 → 65200
- 17108 → 65201
- 17112 → 65202
- 17111 → 65203
- 17088 → 65204
- 17070 → 65205
- 17055 → 65206
- 17068 → 65207
- 17090 → 65208
- 17067 → 65209
- 17066 → 65210
- 17063 → 65211
- 17059 → 65212
- 17073 → 65213
- 17071 → 65214
- 17091 → 65215
- 17099 → 65216
- 17101 → 65217
- 17105 → 65218
- 17107 → 65219
- 17110 → 65220
- 17103 → 65221

#### 戸袋位置変更車と座席半減車
本系列は、木造車体から戸閉め装置を流用した関係で、中央扉の戸袋位置が左右非対称（運転席側は後、助士席側は前）となっているのが特徴である。しかし、1939年度 - 1941年度大井工場製の8両（65073, 65077, 65081, 65100, 65101, 65103, 65148, 65170）は、両側とも後に戸袋がある変型車であった。これは、流用した戸閉め装置の関係と思われる。
1941年度および1942年度大井工場製の一部は、当初から座席半減を実施した。65161, 65201, 65203, 65204, 65217の5両は標準タイプのまま、65103, 65148, 65170の3両は前述のように中央扉が両方とも後方に引かれるタイプ、65159, 65169, 65171, 65173, 65186, 65187, 65193, 65195, 65196, 65200, 65202, 65206, 65207, 65209, 65211, 65213, 65214, 65216, 65218 - 65221の22両は最後部の扉が前方に引かれる（標準タイプは後方に引かれる）タイプとして、それぞれ戸閉め装置部分を残して座席を装備しないまま落成している。

#### 三段窓試作車
1942年度大井工場製のうち、65183, 65188, 65190の3両は、車内の通風改善のため、中段を固定し、上段・下段を戸錠付きの上昇窓とした、三段窓の試作車として落成した。この方式は1944年（昭和19年）度製のモハ63形において実用化され普及した。このうち、65188は戦災で喪われ、残った2両も戦後、通常の二段窓に改められた。

#### 付随車代用車
戦時中に落成したものの一部は、電装品の不足から、運転台機器を装備しないまま落成し、付随車代用として運用された。該当車号は65159, 65167, 65171, 65175, 65176, 65180, 65184, 65191の8両である。多くは後に運転台機器を装備したが、65175は付随車代用のまま戦後まで使用された。

### サハ75形
サハ75形は本系列の三等付随車で、1937年度から1938年度にかけて大宮工場で20両、1941年度に大井工場で1両の計21両が製作された。種車は、サハ26形およびサハ25形である。両数が少なく製作期間も短いため形態の変化はなく、大宮工場製の20両は、すべて鋼板屋根で雨樋高さは普通、通風器はガーランド形の3列配置である。1941年度製の1両は、両開き扉の試作車で、詳細は後述する。
年度ごとの製作の状況は、次のとおりである。
- 1937年度（15両）
  - 大宮工場 - 75001 - 75015
- 1938年度（5両）
  - 大宮工場 - 75016 - 75020
- 1941年度（1両）
  - 大井工場 - 75021

鋼体化前後の新旧番号対照は次のとおりである
- 26118 → 75001
- 26119 → 75002
- 26120 → 75003
- 26122 → 75004
- 26123 → 75005
- 25041 → 75006
- 25042 → 75007

- 25114 → 75008
- 25043 → 75009
- 25044 → 75010
- 25032 → 75011
- 25113 → 75012
- 25045 → 75013
- 25046 → 75014

- 25047 → 75015
- 25093 → 75016
- 25067 → 75017
- 25069 → 75018
- 25108 → 75019
- 25109 → 75020
- 25116 → 75021

#### 両開き扉試作車
1941年に製作された75021は、省電としては初の両開き扉の試作車であり、本系列としては唯一、窓上下の補強帯を廃したノーシル・ノーヘッダー車である。扉の幅は1300mmで従来車の1,100mmより広くなり、開閉時間も従来の3秒から0.5秒短縮され、乗降の円滑化に効果が期待された。窓配置も従来車とは大きく変わり、幅650mmの窓が車端部に2個、扉間に5個並ぶ配置（2D5D5D2）となった。屋根は鋼板製の張上げ式で、通風器は3列配置であるが、中央列が従来車が3個であるのに対し5個装備されていた。扉の構造は、左右の扉それぞれに戸閉め装置を設置してそれぞれ駆動するものであったが、動作に円滑を欠き、その後の増備も行なわれなかった。また、両開き扉も1両だけでは十分な効果を発揮することができず、結局戦災廃車となり、長期間放置されたが特異な車両であるため引き取り手が現れず、いつのまにか解体された。
鉄道省で両開き扉の電車が計画されたのは、これが初めてではなく、1937年度にモハ41形の全鋼製両開き扉車が計画されたことがある。結局これが日の目を見ることはなかったが、部内ではすでにこの時期に両開き扉電車の構想があったことが窺われる。

### モニ53形
モニ53形は、1937年に鷹取工場で製作された荷物電動車で、前年3月に宮原電車区内で焼失した木製のモニ13020を、鋼製車体により復旧したものである。そのため、東京地区の3形式とは性格を異にする存在であり、太平洋戦争前には、この1両（53001）が製作されたのみである。この車両は、東京地区の同系車と異なり、前面は非貫通で両運転台式、側面には3か所に両開き式の荷物用扉が設けられた。その幅は、中央のものが1800mm、両端のものが1200mmである。扉間には幅600mmの窓が設けられ、窓配置はd1D3D3D1dである。
モニ53形の増備が行なわれたのは、戦後の1948年および1950年のことで、モハ34形およびモハ33形（旧モハ34形）の改造によってである。これらについては、本系列に属するものではないため、詳細は別項に譲るが、これらに引き続く1952年から翌年にかけ、老朽木造荷物車を一掃するために、これらを種車として鋼体化した増備車が製作された。これこそが、本来の50系の系譜を引く鋼体化改造車といえるものである。これらは、合計18両が製作され、1952年度前期落成車はモニ53形（53020 - 53023）として、1952年後期以降の落成車は、1953年6月の改番を先取りする形で新形式モニ13形（13024 - 13037）として就役した。
製造の状況は次のとおりである。
- 1952年度前期
  - 大井工場（2両） - 53020, 53021 → 13020, 13021
  - 吹田工場（2両） - 53022, 53023 → 13022, 13023
- 1952年度後期
  - 日本車輌製造（9両） - 13024 - 13032
- 1953年度
  - 日車支店（5両） - 13033 - 13037

このグループは、車体の形状が戦前製作車と全く異なり、妻面は非貫通であるがモハ63形に類似した切妻で、荷物用扉間の窓も幅700mmで数が少なくなっている。荷物用扉の寸法等は戦前形と同一である（窓配置は、d1D2D2D1d）。屋根上の通風器は、グローブ形が4個（53020, 53021のみ）または5個（残りの全車）である。また、1952年度前期製造の4両は、前面幕板に運行番号表示器を装備しない。
鋼体化前後の新旧番号対照は次のとおりである
- 13020 → 53001
- 13015 → 53020
- 10174 → 53021
- 13027 → 53022
- 13006 → 53023

- 10166 → 13024
- 10176 → 13025
- 10102 → 13026
- 10153 → 13027
- 10173 → 13028

- 13011 → 13029
- 13013 → 13030
- 13014 → 13031
- 14001 → 13032

- 3416(13019) → 13033
- 3417(13021) → 13034
- 3420(12001) → 13035
- 3421(12006) → 13036
- 3400(12003) → 13037

これらは東京地区、大阪地区の他、飯田線や福塩線、宇部線といった地方線区にも配置されている。福塩線用に製作された13031, 13032は当時の電化方式（直流600V）にあわせてモーターを2個のみ装備し、13031は併結の関係で一方の運転台機器を装備していなかった。また、飯田線用の13023 - 13026と宇部線用の13035 - 13037は、線区の特質上、標準の密着連結器でなく自動連結器を装備して落成し、飯田線用は電気機関車代用として貨車を牽引することもあった。

## 戦後の状況
太平洋戦争中の酷使により鉄道車両の多くは荒廃し、米軍の空襲により多くの車両が焼失した。終戦後は旅行の制限がなくなったことにより、さらに混雑が激化し、車両の荒廃も加速度的に進んでいった。
戦後の混乱も沈静化した1950年（昭和25年）から更新修繕が行われ、戦前同様の状態に復していったが、1952年（昭和27年）からは、桜木町事故の教訓を取り入れた更新修繕IIに切り替えられた。

### 戦災廃車
東京で使用された本系列は、太平洋戦争末期の米軍による空襲により、多数が被災し廃車された。本系列ではモハ50形25両、クハ65形55両、サハ75形6両の計86両におよんでいる。
特に1945年（昭和20年）4月13日の池袋電車区、4月15日の蒲田電車区の焼失は夜間であったため被害が大きく、5月25日の空襲でも運行中の列車が被災した。
また、この時期にモハ50形8両、クハ65形6両が事故により廃車となっている。これらは、オハ70形客車として復旧されたほか、多くが私鉄に払下げられた。戦災および同時期の事故により廃車になった車両と、その後の処遇について次に掲げる。
それ以外に50012と50118は戦後の混乱期に西武鉄道へ応援のため貸し出されていたが、規格形として割り当てられた63形が路線条件の関係で使用できないことが判明したため、代替として1947年（昭和22年）7月に、そのまま正式に譲渡されたものである。
- モハ50形（戦災25両+事故8両+譲渡2両）
  - 50005 - 駿豆鉄道
  - 50011（事故） - 京成電鉄クハ2011（1950年） → 新京成電鉄サハ2011（1975年） → 廃車（1981年）
  - 50012（譲渡） - 西武鉄道モハ318（1950年） → 廃車
  - 50013（事故） - 相模鉄道モハ1308（1949年） → モハ2010 → 伊豆箱根鉄道モハ166（1974年）→廃車（1996年）
  - 50030
  - 50031（事故） - 相模鉄道モハ1306（1949年） → モハ2009 → 廃車（1974年）　※相鉄の台帳上の種車は50002
  - 50037
  - 50042 - オハ70 68 → スニ73 20 → オエ70 28 → 廃車
  - 50044 - 小田急電鉄
  - 50046 - 西武鉄道モハ315（1948年） → モハ316 → 廃車
  - 50048 - 駿豆鉄道
  - 50056
  - 50058 - 西武鉄道モハ314（1949年） → モハ329 → 廃車
  - 50059（事故） - 東武鉄道クハ453（1949年） → クハ456（1952年） → クハ3458（1971年） → 廃車
  - 50062 - 東京急行電鉄クハ3671（1948年） → 名古屋鉄道ク2887（1980年） → 廃車（1985年）
  - 50071 - 東芝府中工場倉庫
  - 50079 - 西武鉄道モハ312（1948年） → モハ313 → モハ327 → 廃車
  - 50080
  - 50082 - 西武鉄道モハ320（1951年） → 廃車
  - 50084 - 西武鉄道モハ312（1949年） → モハ313 → モハ322 → 廃車
  - 50085 - 西武鉄道モハ311（1948年） → モハ321
  - 50087 - 小田急電鉄
  - 50094 - 東武鉄道クハ458（1950年） → クハ453 → クハ3662（1973年） → 上毛電気鉄道クハ363（1995年） → 廃車（1999年）
  - 50096
  - 50098 - 東武鉄道
  - 50102 - 駿豆鉄道
  - 50107 - オハ70 82 → スニ75 95 → スニ75 2095 → 廃車
  - 50108
  - 50114（事故） - 東京急行電鉄クハ3675（1948年） → 弘南鉄道クハ3675（1980年） → 廃車（1995年）
  - 50115 - 東京急行電鉄
  - 50117 - 駿豆鉄道
  - 50118（譲渡） - 西武鉄道モハ317（1950年） → モハ328 → 弘南鉄道モハ1122（1971年） → 廃車
  - 50124（事故）
  - 50125（事故） - 西武鉄道モハ315（1949年） → 伊豆箱根鉄道モハ158（1972年） → 廃車（1981年）
  - 50132（事故）

- クハ65形（戦災55両+事故6両）
  - 65003 - 西武鉄道クハ1319（1949年） → クハ1317 → モハ329 → モハ317 → 弘南鉄道クハ1612（1971年） → 廃車（1999年）
  - 65015 - 京成電鉄
  - 65021 - 京成電鉄クハ2001（1948年） → 廃車（1973年）
  - 65023 - 西武鉄道クハ1315（1949年） → 廃車
  - 65027 - 東京急行電鉄クハ3773（1948年） → 弘南鉄道クハ3773（1980年） → 廃車（1999年）
  - 65032 - 西武鉄道クハ1318（1949年） → クハ1316 → モハ326 → 近江鉄道（1967年）
  - 65036 - 駿豆鉄道
  - 65038 - 京成電鉄クハ2006（1950年） → 新京成電鉄サハ2006（1968年） → 廃車
  - 65039 - 西武鉄道クハ1313（1949年） → モハ325 → 廃車
  - 65042
  - 65044 - 京成電鉄クハ2007（1950年） → 廃車（1974年）
  - 65045
  - 65048 - 西武鉄道
  - 65051（事故）  - 東京急行電鉄デハ3603（1949年） → 廃車（1973年）
  - 65052 - 東京急行電鉄デハ3605（1950年） → 廃車（1972年）
  - 65054（事故） - 東武鉄道クハ455（1949年） → クハ3451（1971年） → 廃車
  - 65060 - 西武鉄道クハ1311（1948年） → クハ1312 → モハ330 → 廃車
  - 65062 - 京成電鉄クハ2008（1950年） → 廃車（1987年）
  - 65068
  - 65069（事故） - 京成電鉄クハ2003（1948年） → 新京成電鉄サハ2007（1978年） → 廃車
  - 65073
  - 65074
  - 65076
  - 65082 - 西武鉄道クハ1314（1948年） → モハ324 → 廃車／オハ70 55 → スニ75 104 → 廃車
両説あり、どちらが正しいか判別不能のため併記。
  - 65087 - 西武鉄道クハ1311（1949年） → モハ323 → 廃車
  - 65092
  - 65096 - 京成電鉄クハ2009（1950年） → 新京成電鉄サハ2009（1978年） → 廃車（1981年）／東京急行電鉄デハ3606（1950年） → 弘南鉄道モハ3613（1976年） → 廃車（1995年）／オハ70 54 → オハ75 103 → 廃車
3説あり、いずれが正しいか判別不能のため併記。
  - 65097 - 京成電鉄クハ2005（1950年） → 新京成電鉄サハ2005（1968年） → 廃車
  - 65098 - 東京急行電鉄クハ3676（1948年） → 廃車（1971年）
  - 65103 - オハ70 113 → スニ75 105 → スニ75 2105 → 廃車
  - 65106 - オハ70 72 → スニ73 3 → オエ70 2 → 廃車
  - 65118 - 西武鉄道
  - 65119 - 京成電鉄クハ2004（1948年） → 廃車（1973年）
  - 65124
  - 65125 - オハ70 46 → スニ73 27 → 廃車
  - 65126 - 駿豆鉄道モハ55（1948年） → モハ155 → 廃車（1984年）
  - 65128 - オハ70 31 → スニ73 12 → 廃車
  - 65130 - 駿豆鉄道
  - 65137 - 西武鉄道クハ1313（1949年） → クハ1320 → モハ322 → モハ312 → 廃車
  - 65140
  - 65141 - 東京急行電鉄クハ3771（1948年） → 廃車（1974年）
  - 65143 - オハ70 30 → スニ73 11 → 廃車
  - 65147 - 東京急行電鉄クハ3772（1948年） → 上田交通クハ3772（1983年） → 廃車（1986年）
  - 65148 - 京成電鉄クハ2006（1948年） → 新京成電鉄サハ2006 → 廃車
  - 65159
  - 65170
  - 65171 - 京成電鉄クハ2010（1950年） → 新京成電鉄サハ2010（1978年） → 廃車
  - 65174 - 東京急行電鉄
  - 65176
  - 65178 - オハ70 92 →  スニ75 98 → 廃車
  - 65179（事故） - 東武鉄道クハ454（1951年） → クハ3452（1971年） → 廃車
  - 65180 - 小田急電鉄
  - 65184
  - 65186（事故） - 京成電鉄クハ2002（1948年） → 廃車（1973年）
  - 65188 - 西武鉄道クハ1318（1949年） → 廃車
  - 65189 - 常総筑波鉄道オハフ803？（1949年。譲渡先の台帳上はサハ36形（番号不詳）） → 廃車
  - 65193 - 西武鉄道クハ1317（1949年） → モハ321 → モハ311 → 近江鉄道
  - 65196 - オハ70 106 → スニ73 7 → オエ70 40 → 廃車
  - 65201
  - 65216（事故） - 東京急行電鉄デハ3604（1949年） → 廃車（1976年）
  - 65220

- サハ75形（戦災6両）
  - 75002
  - 75015 - オハ70 88 → スニ75 96 → オエ70 12 → 廃車
  - 75018 - オハ70 104 → スニ73 31 → オエ70 15 → 廃車
  - 75019 - 東京急行電鉄
  - 75020
  - 75021

### 連合軍専用車と代用二等車
太平洋戦争後、連合軍の進駐とともに、山手線、中央線、京浜線、総武線の各線にも専用車が連結されるようになった。これらは、運用の都合から偶数向きの制御車クハ65形が指定され、窓下には白帯が巻かれて「連合軍専用」である旨の英文表記が行なわれた。
当初は全室指定であったが、中央線を除いて後に半室指定となった。また、青梅線では沿線に立川基地があった関係で、モハ50形の半室が連合軍専用として指定され、軍港のあった横須賀線では、代用二等車として使用されていたサハ75形1両も連合軍専用車となった。
英文表記については、初期の全室指定車が「MILITARY CAR」であったが、半室指定にともなって「U.S ARMY SECTION」に変更された。さらに他連合国の進駐にともなって、「ALLIED FORCES SECTION」または「ALLIED FORCES CAR」に変更された。
指定は次のとおりである。モハ50形8両、クハ65形55両、サハ75形1両の計64両が連合軍専用に指定されている。
- 1946年（昭和21年）
  - 1月
    - 京浜線用 - 65066, 65086, 65102, 65104, 65154, 65158, 65206（7両 - 全室指定/MC）

  - 3月
    - 山手線用 - 65010, 65014, 65022, 65026, 65114, 65120（6両/MS）
    - 中央線用 - 65050, 65070, 65072, 65084, 65090（5両/MS）
    - 総武線用 - 65115, 65213, 65221（3両/MS）

  - 5月 - 11月
    - 京浜線用 - 65012, 65016, 65018, 65030, 65034, 65046, 65054, 65058, 65064, 65078, 65080, 65088, 65136, 65150, 65152, 65160, 65192, 65194, 65198, 65204, 65210, 65212, 65214, 65218（24両/US）
    - 中央線用 - 65056, 65156（2両/US）

  - 9月
    - 横須賀線用 - 75005（1両・1945年12月から二等車代用）
- 1947年（昭和22年）
  - 1月
    - 京浜線用 - 65028, 65134（2両/AFS）

  - 4月 - 6月
    - 青梅線用 - 50002, 50006, 50025, 65041, 50103, 50113, 50119, 50120（8両/AFS）

  - 10月
    - 中央線用 - 65094（1両/AFS）

  - 12月
    - 山手線用 - 65040, 65142（2両/AFS）、65006, 65132, 65208（3両/AFC）

これらは、1949年（昭和24年）ごろから順次接収を解除され、旧に復していったが、中央線の65006, 65072, 65084, 65094, 65132の5両は、同年10月ごろに半室だけ接収解除されて二等室とされ、前半分に二等車の青帯、後半分に連合軍専用の白帯を巻いた姿となり、中には「クロ」の記号を付けたものもあった。1951年（昭和26年）12月の全面解除に際しては、京浜東北線用と中央線用の27両が半室二等車に整備され、「クロハ」の記号を付けた（クロハ65形に改称）。
これらは、1953年6月の形式称号規程改正では、クロハ16形とされ、番号も16800 - と区分された。改番後の1954年には、青梅線の仮モロハ置換えのため、5両が追加改造されている。改番の状況については、後節で一括して掲げる。

### 制御車、付随車代用
戦中戦後の酷使により電動機の補修ができず、1948年に電動機を降ろして制御車代用（クモハ）として使用されていたモハ50形4両が、1949年10月に改番され、正式にクハ65形（250番台）に編入された。クハ65形についても、1948年から1951年に運転台機器を撤去して付随車代用としたもの、あるいは最初から付随車代用であったもの6両が生じていた。こちらは付随車形式に編入されることなく、1953年6月の車両形式称号規程改正まで付随車代用（サクハ）のままであった。
- 制御車代用車の改番
  - 65251 ← 50021（1948年）
  - 65253 ← 50027（1948年 OY）
  - 65255 ← 50063（1948年 OY）
  - 65257 ← 50069（1948年）

- 制御車の付随車代用化
  - 65007（1948年 汽支）
  - 65013（1949年 汽支）
  - 65053（1950年 OM）
  - 65116（1949年 汽支）
  - 65175（当初から付随車代用）
  - 65203（1951年 OM）

### クハ65形をクハ77形に改造
1949年9月1日に平井駅で落雷のため焼失した65127, 65129の2両を、1951年4月 - 5月に名古屋工場で更新修繕を兼ねて飯田線用の2扉クロスシート車クハ77形（77051, 77053）として復旧した。
詳細は国鉄62系電車 (初代)#50系からの改造編入車 を参照されたい。

## 1953年車両形式称号規程改正による変更
1953年（昭和28年）6月1日に施行された車両形式称号規程改正により、車体長17m級の電車は、形式10 - 29に設定されたため、本系列に属するモハ50形、クハ65形、サハ75、モニ53形は、前述の改番の先取りにより新形式番号で落成していたモニ13形（旧モニ53形）を除き、その時点で残存していた全車が改番の対象となった。
この改番により、車体長17m級3扉ロングシートの電車はその出自に関わりなく、三等中間電動車はモハ10形（2代。本系列に該当車なし）、片運転台の三等制御電動車はモハ11形、両運転台の三等制御電動車はモハ12形（本系列では改番時点で該当車なし）、三等制御車はクハ16形、二等三等合造制御車はクロハ16形、三等付随車はサハ17形、二等付随車はサロ15形（本系列に該当車なし）、荷物電動車はモニ13形に統合された。ただし、番台による区分が設けられ、他系列の車両と区別された。区分の詳細については、各形式の節で記述する。

### モハ11形
モハ11形は、車体長17m級3扉ロングシート片運転台の制御電動車に与えられた形式で、モハ50形の他、モハ30形、モハ31形、モハ33形がモハ11形に統合されている。旧モハ50形は11401から奇数番号車と偶数番号車をそれぞれ詰める形で付番されたが、初期の半室運転台のものと全室運転台のものを区分し、奇数車のみの1934年度、1935年度製は、偶数番号を飛ばす形で付番されている。この時点で残存していた92両がモハ11形となった。番号の新旧対照は次のとおりである。
- 50001 → 11401
- 50002 → 11403
- 50003 → 11405
- 50004 → 11407
- 50006 → 11409
- 50007 → 11411
- 50008 → 11413
- 50009 → 11415
- 50010 → 11417
- 50014 → 11418
- 50015 → 11419
- 50016 → 11420
- 50017 → 11421
- 50018 → 11422
- 50019 → 11423
- 50020 → 11424
- 50023 → 11425
- 50022 → 11426
- 50025 → 11427
- 50024 → 11428
- 50029 → 11429
- 50026 → 11430
- 50033 → 11431

- 50028 → 11432
- 50035 → 11433
- 50032 → 11434
- 50039 → 11435
- 50034 → 11436
- 50041 → 11437
- 50038 → 11438
- 50043 → 11439
- 50040 → 11440
- 50045 → 11441
- 50050 → 11442
- 50047 → 11443
- 50052 → 11444
- 50049 → 11445
- 50054 → 11446
- 50051 → 11447
- 50060 → 11448
- 50053 → 11449
- 50064 → 11450
- 50055 → 11451
- 50066 → 11452
- 50057 → 11453
- 50068 → 11454

- 50061 → 11455
- 50070 → 11456
- 50065 → 11457
- 50072 → 11458
- 50067 → 11459
- 50074 → 11460
- 50073 → 11461
- 50076 → 11462
- 50075 → 11463
- 50078 → 11464
- 50077 → 11465
- 50086 → 11466
- 50081 → 11467
- 50088 → 11468
- 50083 → 11469
- 50090 → 11470
- 50089 → 11471
- 50092 → 11472
- 50091 → 11473
- 50100 → 11474
- 50093 → 11475
- 50104 → 11476
- 50095 → 11477

- 50106 → 11478
- 50097 → 11479
- 50110 → 11480
- 50099 → 11481
- 50112 → 11482
- 50101 → 11483
- 50103 → 11485
- 50105 → 11487
- 50109 → 11489
- 50111 → 11491
- 50113 → 11493
- 50116 → 11495
- 50119 → 11497
- 50120 → 11499
- 50121 → 11501
- 50122 → 11503
- 50123 → 11505
- 50126 → 11507
- 50127 → 11509
- 50128 → 11511
- 50129 → 11513
- 50130 → 11515
- 50131 → 11517

### クハ16形・クロハ16形
クハ16形は、車体長17m級3扉ロングシート片運転台の三等制御車に与えられた形式で、クハ38形とクハ65形がクハ16形に統合されている。本系列に属するのは、クハ65形0番台およびモハ50形を電装解除したクハ65形250番台である。
65形のうち、付随車代用車はこの機会にサハ17形に編入され、半室二等車はクロハ16形と区分された。本来、用途が違えば別形式番号となるのが原則であるが、本格的な改造でないためクロハ55形と同様にその例外とされている。
旧クハ65形は16400から奇数番号車と偶数番号車をそれぞれ詰める形で付番されたが、初期の半室運転台のものと全室運転台のものを区分している（それゆえ、16419は欠番である）。モハ50形の電装解除車（250番台）は16600から、クロハ16形となったものは16800から付番された。この時点の両数は、クハ16形400番台125両、600番台5両、クロハ16形（800番台）27両の計157両である。番号の新旧対照は、次のとおり。
- 65006 → 16400
- 65001 → 16401
- 65008 → 16402
- 65002 → 16403
- 65010 → 16404
- 65004 → 16405
- 65012 → 16406
- 65005 → 16407
- 65014 → 16408
- 65009 → 16409
- 65016 → 16410
- 65011 → 16411
- 65018 → 16412
- 65017 → 16413
- 65020 → 16414
- 65019 → 16415
- 65022 → 16416
- 65025 → 16417
- 65024 → 16418
- 65026 → 16420
- 65029 → 16421
- 65028 → 16422
- 65031 → 16423
- 65040 → 16424
- 65033 → 16425
- 65046 → 16426
- 65035 → 16427
- 65050 → 16428
- 65037 → 16429
- 65064 → 16430

- 65041 → 16431
- 65078 → 16432
- 65043 → 16433
- 65080 → 16434
- 65047 → 16435
- 65086 → 16436
- 65049 → 16437
- 65088 → 16438
- 65055 → 16439
- 65100 → 16440
- 65057 → 16441
- 65104 → 16442
- 65059 → 16443
- 65108 → 16444
- 65061 → 16445
- 65110 → 16446
- 65063 → 16447
- 65112 → 16448
- 65065 → 16449
- 65120 → 16450
- 65067 → 16451
- 65122 → 16452
- 65071 → 16453
- 65132 → 16454
- 65075 → 16455
- 65136 → 16456
- 65077 → 16457
- 65138 → 16458
- 65079 → 16459
- 65144 → 16460

- 65081 → 16461
- 65146 → 16462
- 65083 → 16463
- 65152 → 16464
- 65085 → 16465
- 65162 → 16466
- 65089 → 16467
- 65164 → 16468
- 65091 → 16469
- 65166 → 16470
- 65093 → 16471
- 65168 → 16472
- 65095 → 16473
- 65172 → 16474
- 65099 → 16475
- 65182 → 16476
- 65101 → 16477
- 65190 → 16478
- 65105 → 16479
- 65192 → 16480
- 65107 → 16481
- 65200 → 16482
- 65109 → 16483
- 65202 → 16484
- 65111 → 16485
- 65208 → 16486
- 65113 → 16487
- 65115 → 16489
- 65117 → 16491
- 65121 → 16493

- 65123 → 16495
- 65129 → 16497
- 65131 → 16499
- 65133 → 16501
- 65135 → 16503
- 65139 → 16505
- 65145 → 16507
- 65149 → 16509
- 65151 → 16511
- 65153 → 16513
- 65155 → 16515
- 65157 → 16517
- 65161 → 16519
- 65163 → 16521
- 65165 → 16523
- 65167 → 16525
- 65173 → 16527
- 65177 → 16529
- 65181 → 16531
- 65183 → 16533
- 65185 → 16535
- 65187 → 16537
- 65191 → 16539
- 65195 → 16541
- 65197 → 16543
- 65199 → 16545
- 65205 → 16547
- 65207 → 16549
- 65209 → 16551
- 65211 → 16553

- 65213 → 16535
- 65215 → 16537
- 65217 → 16539
- 65219 → 16541
- 65221 → 16543

- 50036 → 16600
- 65251 → 16601
- 65253 → 16603
- 65255 → 16605
- 65257 → 16607

- 65030 → 16800
- 65034 → 16802
- 65056 → 16804
- 65058 → 16806
- 65066 → 16808
- 65070 → 16810
- 65072 → 16812
- 65084 → 16814
- 65090 → 16816
- 65094 → 16818
- 65102 → 16820
- 65114 → 16822
- 65134 → 16824
- 65142 → 16826
- 65150 → 16828
- 65154 → 16830
- 65156 → 16832
- 65158 → 16834
- 65160 → 16836
- 65194 → 16838
- 65198 → 16840
- 65204 → 16842
- 65206 → 16844
- 65210 → 16846
- 65212 → 16848
- 65214 → 16850
- 65218 → 16852

1954年（昭和29年）には、前述のように青梅線の仮モロハを置き換えるため、5両が追加改造されている。新旧番号対照は次のとおり。
- 16448 → 16854
- 16458 → 16856
- 16438 → 16858
- 16464 → 16860
- 16486 → 16862

### サハ17形
サハ17形は、車体長17m級3扉ロングシートの三等付随車に与えられた形式で、サハ36形、サハ39形およびサハ75形がサハ17形に統合されている。本系列に属するのは、サハ75形である。この時点で残存していた15両とクハ65形制御車の付随車代用車（サクハ65形）6両の計21両が、本形式となった。オリジナル車は17300から、旧サクハ65形は17320から付番されている。番号の新旧対照は次のとおり。
- 75001 → 17300
- 75003 → 17301
- 75004 → 17302
- 75005 → 17303
- 75006 → 17304
- 75007 → 17305
- 75008 → 17306
- 75009 → 17307

- 75010 → 17308
- 75011 → 17309
- 75012 → 17310
- 75013 → 17311
- 75014 → 17312
- 75016 → 17313
- 75017 → 17314

- 65007 → 17320
- 65013 → 17321
- 65053 → 17322
- 65116 → 17323
- 65174 → 17324
- 65203 → 17325

### モニ13形
モニ13形は、車体長17m級荷物電動車に与えられた形式で、旧モニ53形である。改番にあたっては、形式を13に書き換えたのみで、番号は従来からのものを踏襲した。前述のように1952年度後期落成車（024 - ）からは、改番を先取りする形でモニ13形として就役しており、改番が実施された1953年6月1日までは、木造のモニ13形と鋼製のモニ13形が併存しており、暫定的とはいえ二車現存も発生していた（13028）。

## その後の状況

### 便所取付け改造車
1956年から1962年にかけ、長距離運用のある飯田線、身延線、仙石線用のクハ16形に対して便所の取付けが行なわれた。便所は助士席側の後位端部に設けられた。仙石線用の窓は、下部を固定式として上部を内方に倒して開閉する独特の形状であった。対象車は次のとおり。
- 飯田線・身延線用 - 16407, 16435, 16441, 16446, 16447, 16451, 16469, 16470, 16471, 16487, 16519
- 仙石線用 - 16400, 16460, 16466

### 二等車の廃止と改番
1957年（昭和32年）6月、東京の国電線区における二等車は東海道線と横須賀線を除いて廃止されることとなった。中央線、京浜東北線などで使用されていたクロハ16形は、当面そのままの設備で三等車代用として使用することとなり、記号をクハに書換え、クハ16形に編入された。その後間もなく、運転室の直後に設置されていた長さ540mmの座席を取り払ったが、二等室と三等室を区分していた仕切りは残し扉のみ撤去している。しかし、この仕切りを残したのは乗客に不評であったことから、順次仕切り壁を撤去していった。クロハ16形は、更新修繕II施行の際、クハ16形（400番台）と比べ、屋根上のグローブ形通風器1個（前から3番目）が仕切り壁に支障するため取付けられていなかったが、仕切り撤去の際に一部はその部分に通風器を増設したが、そのままという変型車も残った。
1964年度、旧クロハ16形のクハ16形は、連番に整理されることとなり、後述の救援車に改造されていた16800, 16804および天王寺鉄道管理局に転用されて阪和線で使用されていた16802, 16830, 16850の5両を除いた27両がクハ16506 - 16562（偶数のみ。欠番あり）に改番された。この改番は、番号の百位「8」を「5」に書き換えただけのもので、当然、前述の5両の分は欠番となっている。

### モハ12形への改造
1958年（昭和33年）3月、11469が大井工場の入換え用として後位に運転台を増設し、モハ12形（12030）となった。同車は、同用途に製作された12019と同じく、増設側運転台の乗務員用扉や仕切りがない。
また、1957年（昭和32年）10月および1958年2月に、幡生工場で可部線用（750V）として両運転台に改造されていた11480および11481がモハ12形に改番され、それぞれ12031, 12032となっている。両車は、増設側の運転台が12031は半室形、12032が全室形と異なり、さらに12031は既設側の前面が非貫通式に改造されている。両車とも、増設側運転台の乗務員室扉が低く、ウィンドウ・ヘッダーまでしかない。

### 1959年形式称号規程改正による変化
1959年（昭和34年）6月、新性能電車を分離する形式称号規程改正が行なわれ、その際、中間電動車と制御電動車が分離されて、制御電動車に新記号「クモ」が制定されたのにともない、モハ11形はクモハ11形、モハ12形はクモハ12形、モニ13形はクモニ13形に改められた。また、従来形式は数字のみであったが、この改正により記号と数字を合わせて形式とするよう変更されている。
同時に、鋼製事業用車は従来の雑形形式から制式形式に移され、モル4511形はクモル24形に改められている。

### 配給車への改造
老朽化した木製配給車モル4100形の代替として、1958年5月、11417が配給車に改造され、モル4511形（4511）となった。車体の後位約4分の3を撤去し、無蓋構造としたのは同時に改造された旧30系のモル4500形と同様であるが、魚腹形台枠を持つ旧30系と比較して台枠構造の脆弱な本車は、あおり戸は採用されず、固定式となっている。1959年（昭和34年）6月に実施された改番では、同車はクモル24形に改められ、クモル24051となった。
その後、1964年（昭和29年）にクモハ11424とクモハ11459の2両が吹田工場でクモル24形に改造されており、それぞれ24052, 24053となっている。こちらは24051と異なり、無蓋部分にあおり戸が設けられている。
本系列に属するクモニ13形からは、2両が両運転台式の配給車クモル23形となっている。1961年（昭和36年）9月には、クモニ13027が豊川分工場においてクモル23050に改造された。この車は、車体中央部を無蓋としたのは他のクモル23形と同様であるが、前後の有蓋部分にも部品積載室を設けており、前面窓がEH10形に類似したHゴム支持の2枚窓とされた上、傾斜式とされた変形車である。
1963年（1963年）3月には、クモニ13022が幡生工場でクモル23060に改造されている。この車は23050と異なり、有蓋室は前位のみである。

### クハニ19形の制定
クハ16形の一部には、仙石線および飯田線用として1952年頃から運転台直後の客室を仕切って荷物室とした車両があったが、1959年12月にこれらをクハニ19形に改め、区別をした。これによって、14両が本形式となったが、50系に属するのは6両である。番号の新旧対照は、次のとおりである。
- クハ16424 → クハニ19050（荷物室設置 1956年6月 MO）
- クハ16429 → クハニ19051（荷物室設置 1958年7月 MO）
- クハ16466 → クハニ19052（荷物室設置 1952年 MO、便所設置1957年3月 MO）
- クハ16483 → クハニ19053（荷物室設置 1956年7月 MO）
- クハ16457 → クハニ19055（荷物室設置 1958年8月 TK）

### 牽引車への改造
東京圏の通勤線区から、17m車が撤退するのにともない、車両基地内での入換えや本線上での試運転や回送に使用するため、牽引車に改造したものである。この頃には、新性能電車が各区に配置されるようになっており、電動車は運転台のないのが基本であり、また、制御車は動力を持たない付随車であることが多いなど、これら新性能車用の牽引車が求められていたものである。クモハ11形からは3両がクモヤ22形に改造され、他系列からの改造車と区別され、22150から付番されている。
最初に改造されたのは、大井工場で使用されていたクモハ11475で、1961年1月にクモヤ22150となった。後位に運転台を増設したが、こちら側は全室式の非貫通型である。また、新性能電車用の制御機器は増設側にのみ設置されており、増設側が先頭となる場合には新性能車用の制御車として、既設側が先頭となる場合には旧性能車用の制御電動車となる構造である。
クモヤ22151, 22152は、1963年3月に吹田工場でクモハ11472, 11468を改造したもので、運転台を後位に増設したほか、両側とも非貫通型としている。前面は全面的に張替えられ、ノーシル・ノーヘッダーにHゴム支持の3枚連続窓となった。22150と異なり、両側の運転台に新性能車用、旧性能車用の主幹制御器とブレーキ弁を両方装備している。なお、22152は、クモハ11形時代からガーランド形通風器とグローブ形通風器を併設していた変型車で、改造後もその特徴を残しており、のちにガーランド形通風器を撤去して屋根上の通風器はグローブ形2個となった。
1970年（昭和45年）1月には、車両基地で牽引車代用として使用されていたクモニ13形3両が、正式に事業用車（クモヤ22形）に編入、改番された。これらは、外観、性能ともにクモニ13形時代のままで、被牽引車も旧性能車に限られている。番号の新旧対照は次のとおり。
- クモニ13024, 13034, 13036 → クモヤ22201 - 22203

### 救援車への改造
1962年から1965年にかけて、本系列に属する5両のクハ16形が救援車クエ28形に改造されている。車体中央部にホイストと広幅の引戸を設けたほか、配置線区に応じた改造が行なわれている。特にクエ28002は身延線の山間部での救援に備えるため、前部にも観音開き式の開き戸を設けている。番号の新旧対照は次のとおりである。
- クハ16408 → クエ28000（1962年 OY）
- クハ16445 → クエ28001（1962年 OY）
- クハ16800 → クエ28002（1963年 HM）
- クハ16814 → クエ28003（1963年 ST）
- クハ16417 → クエ28004（1965年 ST）

### 特殊な改造車

#### 警戒色試験車
1959年、無人踏切の多い鶴見線で使用されていた11509は、夜間の視認性を高めるため、前面窓下に2本オレンジ色の夜光塗料の帯を入れ、それを照らす左右2本の蛍光灯が取付けられた。試験は浜川崎支線で2月から3月末にかけて実施された。

#### 近代化改造車
1960年6月に、南武線武蔵溝ノ口駅で入換機関車と衝突し大破したクモハ11456は、大井工場での復旧の際、戸袋窓をHゴム支持とし、近代化改造車に近い姿となった。

#### モデル更新修繕車
1961年5月に、クハ16559を大井工場でモデル更新車として、室内羽目板にビニールクロス張りハードボード、床面をビニリウム張りとした。同様な改造車としては、クモハ11305, 11307がある。

#### 霜取り用パンタグラフ増設車
大糸線では、冬季の架線への霜の付着により、一番電車のパンタグラフの破損が目立ったことから、1961年12月に長野工場で、クハ16414前位の屋根上にパンタグラフを増設し霜取り用とした。同車は通風器8個の変型車であったが、この改造により、前位の2個が撤去された。

#### 電源車に改造
1963年夏、房総線の臨時準急「汐風」として153系が非電化区間に乗入れることとなった。その際、非電化区間はDD13形ディーゼル機関車の牽引となることから、電車側の電源車および連結器変換用の控車としてクハ16527にディーゼル発電機を搭載して使用した。翌1964年夏には、80系を使用した臨時準急「白浜」が運転され、電源車としてクハ16484が使用された。

## 廃車
本系列は、収容力の小さい17m車体で、木造車から再用した走行機器の老朽化が進んでいたことから、地方への転出が進み、仙石線、南武線、青梅線、大糸線、身延線、飯田線、富山港線、福塩線、可部線、宇部線・小野田線などで使用されたが、営業用としては1970年代前半にはほぼ姿を消している。本線上で最後まで使用されたのは、1983年（昭和58年）まで飯田線で荷物輸送用として使用されたクモニ13形で、事業用としては、配給車のクモル23形と救援車のクエ28形が1985年（昭和60年）まで残っている。

### 廃車リスト
1959年以降の廃車を、年度別に記する。
- 1959年（昭和34年）度
  - クモハ11形 : 11407（東カノ）, 11411, 11415, 11423, 11439, 11493（広ウヘ）, 11424, 11446, 11465, 11471, 16535（東シナ）, 11430, 11458（東ヤコ）
  - クハ16形 : 16431（東ヤコ）, 16457（静フシ）
  - クハ18形 : 18051（静ママ）
  - サハ17形 : 17307, 17312（東イケ）

- 1960年（昭和35年）度
  - クモハ11形 : 11435, 11467（仙リハ）

- 1961年（昭和36年）度
  - クモハ11形 : 11437（東テシ）
  - クハ16形 : （静フシ）

- 1962年（昭和37年）度
  - クモハ11形 : 11513（東ナハ）
  - クハ16形 : 16423（東ナハ）
  - クハ18形 : 18053（静ママ）
  - サハ17形 : 17301（東マト）

- 1963年（昭和38年）度
  - クモハ11形 : 11455（東オメ）
  - クハ16形 : 11463（千ツヌ）
  - クハニ19形 : 19055（静ママ）

- 1964年（昭和39年）度
  - クモハ11形 : 11501（東ナハ）
  - クハ16形 : 16404, 16411, 16420, 16600（東ナハ）, 16468（東オメ）, 16478, 16509, 16527, 16531, 16563（千ツヌ）
  - サハ17形 : 17306, 17314（東ヒナ）, 17324（東マト）

- 1965年（昭和40年）度
  - クモハ11形 : 11401, 11431, 11447（長キマ）, 11403, 11515（広ウヘ）, 11428（東ミツ）, 11444（静トヨ）, 11462, 11482※（東ナハ）
  - クハ16形 : 16402, 16434, 16450, 16480, 16802, 16830, 16850（天オト）, 16454（長キマ）, 16529（静フシ）
  - サハ17形 : 17300, 17304（東ヒナ）, 17302, 17321（東ナハ）, 17305, 17309, 17311, 17320, 17323（天オト）, 17308（東イケ）, 17313（東テシ）
    - ※クモハ11482は廃車後，関東鉄道学園で教習用として使用。
- 1966年（昭和41年）度
  - クモハ11形 : 11422, 11436, 11440, 11448, 11449, 11450, 11453, 11460, 11479, 11505, 11511（仙リハ）, 11466, 11517（広ウヘ）, 11474（長キマ）
  - クハ16形 : 16400, 16403, 16415, 16433, 16460, 16475, 16497（仙リハ）, 16414, 16481, 16485, 16508（長キマ）, 16440（広ウヘ）, 16452（静ママ）, 16459, 16505（大タツ）
  - クハニ19形 : 19050, 19051, 19052, 19053（仙リハ）
  - サハ17形 : 17310（仙リハ）

- 1967年（昭和42年）度
  - クモハ11形 : 11413, 11418, 11419, 11438, 11464（東テシ）, 11420（金トヤ一）, 11426, 11470, 11495（東ナハ）, 11432（東オメ）
  - クハ16形 : 16401, 16409, 16523（金トヤ一）, 16407（静チウ）, 16413, 16515, 16544, 16556（東オメ）, 16421, 16474, 16512, 16522, 16533, 16541, 16543, 16562（東ナハ）, 16427, 16473, 16546, 16607（東テシ）, 16442（天オト）, 16487（静フシ）, 16491（静トヨ）, 16519（静ママ）
  - サハ17形 : 17303（東ナハ）, 17322, 17325（東テシ）

- 1968年（昭和43年）度
  - クモハ11形 : 11409, 11433, 11503（東テシ）, 11461, 11463, 11473, 11483, 11507（東ナハ）, 11478（東オメ）

- 1969年（昭和44年）度
  - クモハ11形 : 11485（広ウヘ）, 11499（岡フチ）
  - クハ16形 : 16425, 16437, 16439, 16461, 16467, 16493, 16506, 16525, 16526, 16528, 16534, 16536（東ナハ）

- 1970年（昭和45年）度
  - クモハ11形 : 11442（西ミツ）, 11454, 11456（西トタ）
  - クハ16形 : 16405, 16430, 16443, 16462（岡フチ）, 16406, 16410, 16432（広ウヘ）, 16463, 16513, 16553, 16558, 16601（西ナハ）, 16484, 16516, 16518, 16520, 16560（西トタ）, 16517, 16547（西オメ）

- 1971年（昭和46年）度
  - クモハ12形 : 12030（南シナ）
  - クモニ13形 : 13035（広ウヘ）
  - クハ16形 : 16412, 16416, 16418, 16428, 16456（広ウヘ）, 16435, 16469（静チウ）, 16441, 16451, 16470, 16471（静ママ）, 16453, 16503, 16537, 16539, 16545, 16549, 16554, 16559, 16605（西トタ）, 16495, 16555（西ナハ）, 16499（岡フチ）

- 1972年（昭和47年）度
  - クハ16形 : 16446, 16447（静ママ）
  - クモニ13形 : 13001（大タツ）

- 1973年（昭和48年）度
  - クモハ11形 : 11427, 11429, 11443, 11476, 11491（南テシ）, 11487（西ナハ）
  - クハ16形 : 16449, 16476, 16479, 16510, 16521, 16532, 16538, 14542, 16548, 16551（南テシ）, 16524（西ナハ）

- 1974年（昭和49年）度
  - クモハ11形 : 11425, 11441, 11451, 11452, 11509（南テシ）, 11445（西オメ）, 11457, 11497（西ナハ）
  - クハ16形 : 16426, 16455, 16482, 16514, 16552, 16603（南テシ）, 16540（西ナハ）

- 1976年（昭和51年）度
  - クモハ11形 : 11405, 11477, 11489（広ヒロ）
  - クモハ12形 : 12032（広ヒロ）
  - クモニ13形 : 13020（大ミハ）, 13031（岡フチ）
  - クハ16形 : 16422, 16436, 16444, 16472, 16477, 16489, 16501, 16507, 16511（広ヒロ）

- 1977年（昭和52年）度
  - クモハ12形 : 12031（広ヒロ）

- 1978年（昭和53年）度
  - クモニ13形 : 13021（南フナ）, 13024（大タツ）

- 1979年（昭和54年）度
  - クモニ13形 : 13030, 13033（南シナ）
  - クモヤ22形 : 22150（南シナ）
  - クエ28形 : 28001（北マト）

- 1980年（昭和55年）度
  - クモニ13形 : 13032（大タツ）
  - クモヤ22形 : 22151, 22153（大タツ）
  - クモル23形 : 23060（大タツ）
  - クモル24形 : 24051（南シナ）

- 1981年（昭和56年）度
  - クモニ13形 : 13037（広セキ）
  - クモル24形 : 24052（大タツ）

- 1982年（昭和57年）度
  - クモニ13形 : 13028（大ムコ）, 13029（大タツ）
  - クモル24形 : 24053（大タツ）

- 1983年（昭和58年）度
  - クモニ13形 : 13025, 13026（静トヨ）
  - クモヤ22形 : 22203（仙リハ）

- 1984年（昭和59年）度
  - クモヤ22形 : 22201（静トヨ）, 22202（静ヌマ）
  - クモル23形 : 23050（静トヨ）
  - クエ28形 : 28000（西ミツ）, 28002（静ヌマ）, 28003（大ミハ）

- 1985年（昭和60年）度
  - クエ28形 : 28004（大ヨト）

## 譲渡

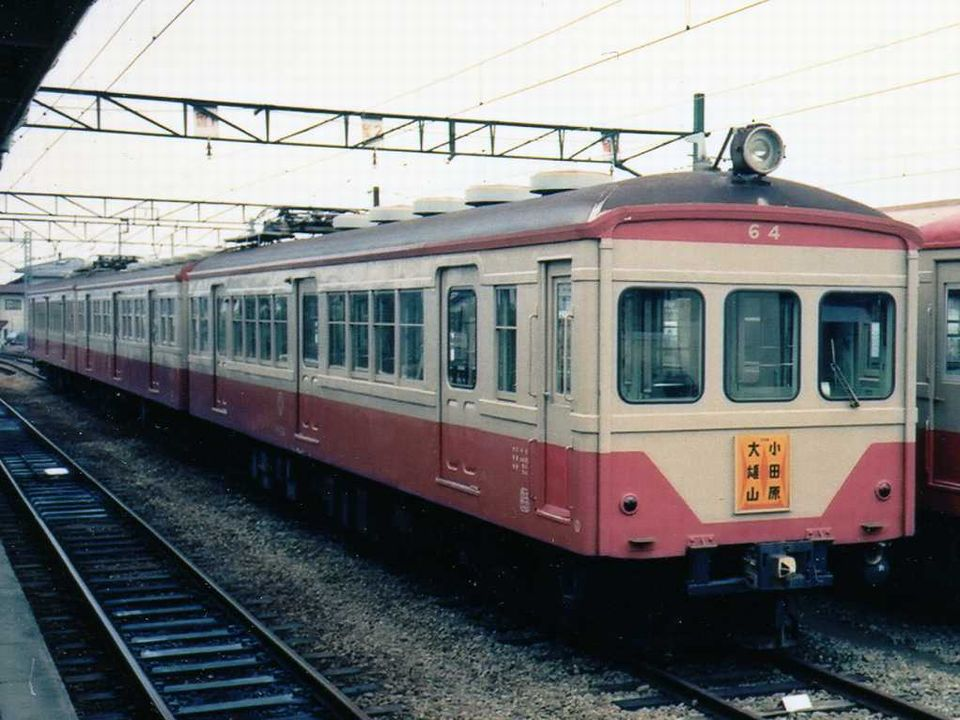
伊豆箱根鉄道に譲渡された車両。先頭のモハ64はクハ16形400番台を電装した車両

本系列は、車体は新しいものの走行装置が古く、淘汰が比較的早かったため、譲渡車も多く存在する。特に西武鉄道では戦災復旧車の311系の増備（371系）として多数を譲受した。
- クモハ11407 - 西武鉄道クモハ379（1965年） → 廃車
- クモハ11409 - 弘南鉄道モハ1121（1970年） → 廃車（1988年）
- クモハ11411 - 西武鉄道モハ373（1960年） → 廃車
- クモハ11421 - 西武鉄道モハ371（1959年） → 大井川鉄道クハ511（1976年） → 廃車（1998年）
- クモハ11423 - 西武鉄道モハ377（1960年） → クモハ377（1964年） → 廃車
- クモハ11424 - 西武鉄道モハ376（1960年） → クモハ374（1964年） → 大井川鉄道モハ311（1976年） → 廃車（1998年）
- クモハ11430 - 西武鉄道モハ374（1960年） → クハ1334（1961年） → 廃車
- クモハ11435 - 西武鉄道モハ381（1961年） → クモハ375（1964年） → 栗原電鉄C171（1976年） → 廃車（1987年）
- クモハ11439 - 西武鉄道モハ372（1960年） → クハ1332（1961年） → 廃車
- クモハ11444 - 上毛電気鉄道デハ221（1966年） → 廃車
- クモハ11446 - 西武鉄道モハ378（1960年） → クハ1336（1961年） → サハ1336（1974年） → 廃車（1990年）
- クモハ11458 - 西武鉄道モハ380（1960年） → クモハ372（1964年） → 廃車
- クモハ11462 - 伊豆箱根鉄道モハ38（1967年） → モハ156（1973年） → 廃車（1986年）
- クモハ11465 - 西武鉄道モハ379（1960年） → クハ1333（1961年） → 廃車
- クモハ11467 - 相模鉄道モハ2026（1961年） → 伊豆箱根鉄道クハ186（1974年） → 廃車（1993年）
- クモハ11471 - 相模鉄道モハ2025（1960年） → 伊豆箱根鉄道モハ161（1974年） → 廃車（1993年）
- クモハ11477 - 西武鉄道モハ382（1962年） → クモハ376（1964年） → 栗原電鉄M171（1976年） → 廃車（1987年）
- クモハ11493 - 西武鉄道モハ375（1960年） → クハ1331（1961年） → 廃車
- クモハ11499 - 伊豆箱根鉄道モハ153（1970年） → 廃車（1986年）

- クモニ13001 - 近江鉄道（1973年。部品取り用）

- クハ16418 - 水島臨海鉄道（1972年。未入籍のまま解体）
- クハ16425 - 富士急行クハ7061（1969年） → 廃車（1983年）
- クハ16428 - 水島臨海鉄道（1972年。未入籍のまま解体）
- クハ16431 - 相模鉄道クハ2514（1960年） → 廃車（1973年）
- クハ16449 - 弘南鉄道クハ1611（1970年） → 廃車（1985年）
- クハ16452 - 伊豆箱根鉄道モハ64（1967年） → 廃車（1990年）
- クハ16457 - 伊豆箱根鉄道（1960年）
- クハ16467 - 富士急行クハ7062（1969年） → 廃車（1983年）
- クハ16491 - 伊豆箱根鉄道モハ65（1968年） → 廃車（1990年）
- クハ16525 - 伊豆箱根鉄道クハ182（1970年） → サハ182（1974年） → 廃車（1986年）
- クハ16528 - 弘南鉄道クハ1613（1974年） → 廃車（1988年）
- クハ16529 - 上毛電気鉄道クハ772（1966年） → 廃車
- クハ16535 - 相模鉄道クハ2515（1960年） → 廃車（1973年）
- クハ16548 - 弘南鉄道クハ1614（1974年） → 廃車（1989年）
- クハ16561 - 伊豆箱根鉄道モハ48（1962年） → モハ154（1971年） → 廃車（1984年）

- クハニ19055 - 伊豆箱根鉄道クハ82（1964年） → サハ184（1972年） → 廃車（1981年）